# Contre-attaque !
Contre-attaque ! est le douzième album de la série de bande dessinée Les Simpson, sorti le 6 octobre 2010, par les éditions Jungle. Il contient deux histoires : Voyage au Mont Simpson et Des hôtesses dans les airs.